# Biserica reformată din Șieu

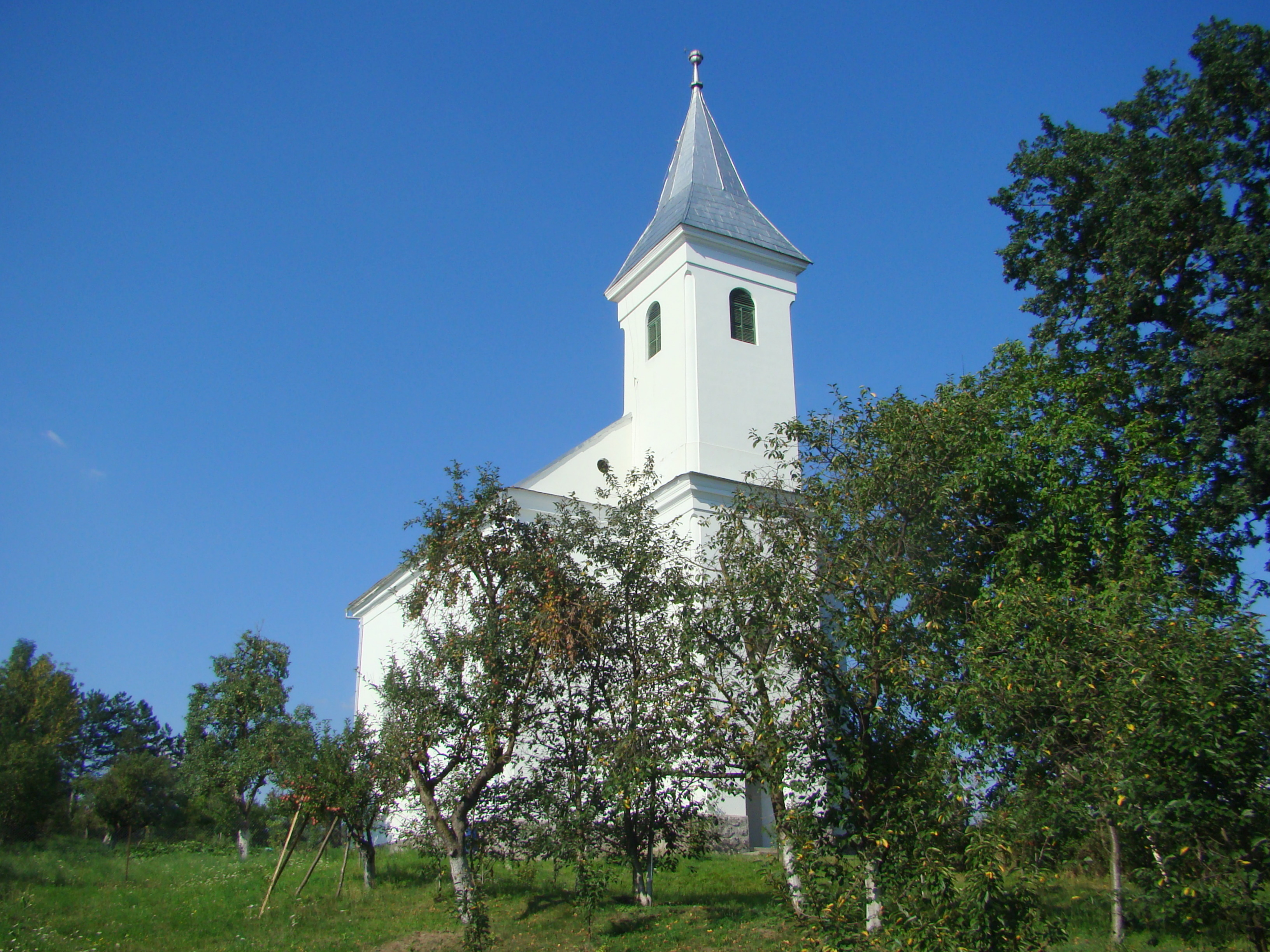
Biserica reformată din Șieu, comuna Șieu, județul Bistrița-Năsăud, foto: august 2018.

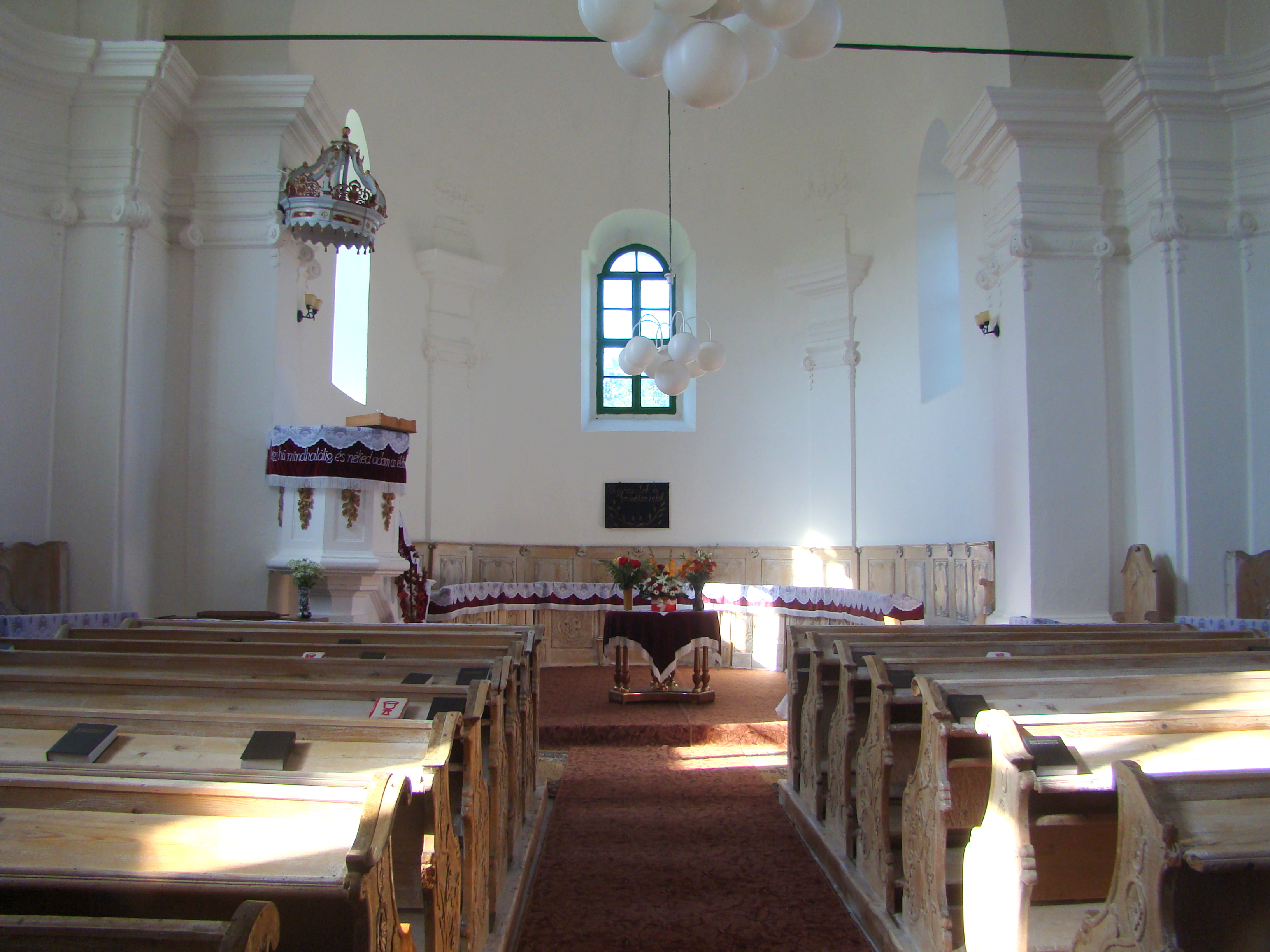
Biserica reformată din Șieu, comuna Șieu, județul Bistrița-Năsăud, foto: august 2018.

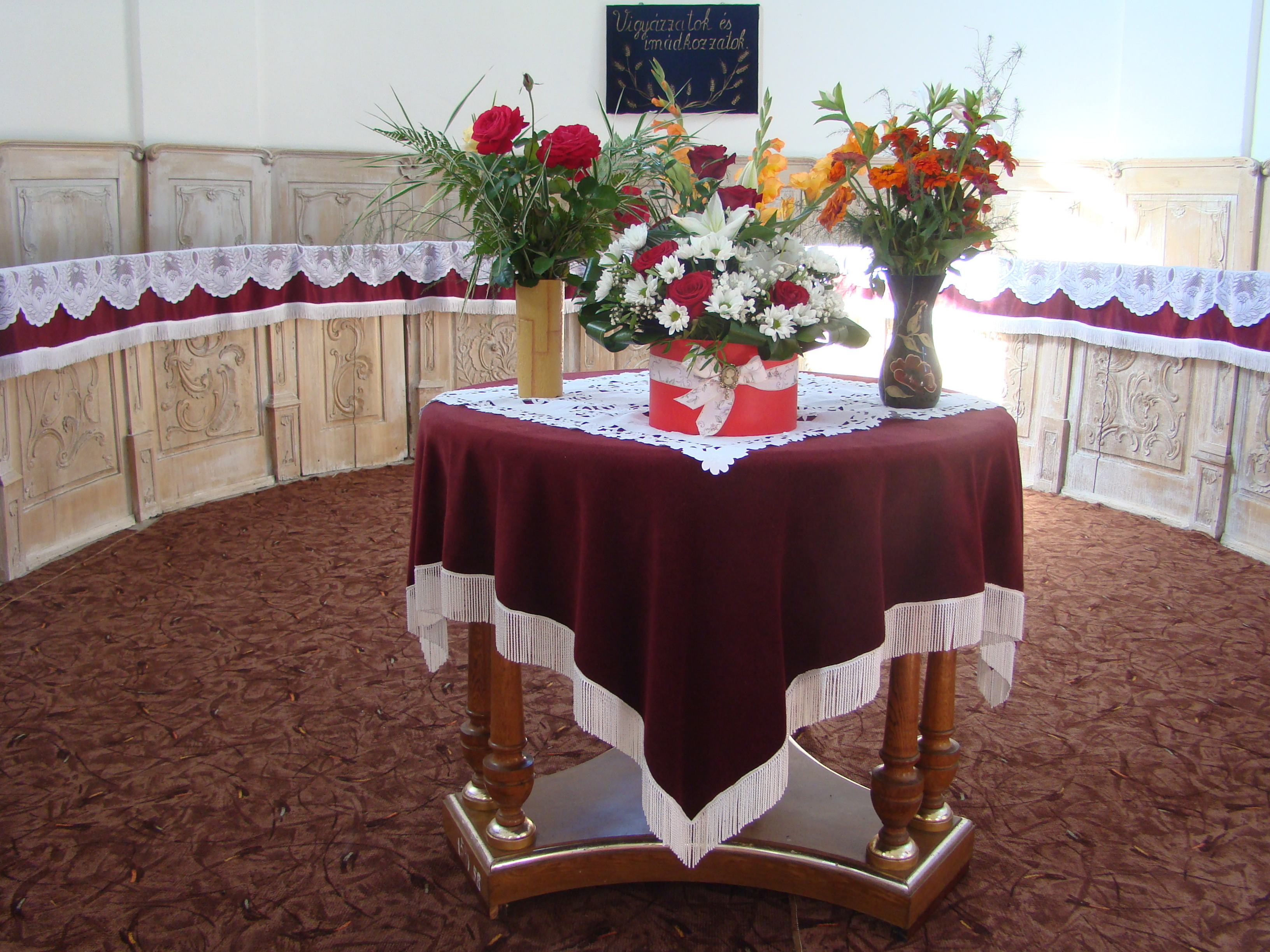
Masa Domnului

Biserica reformată din Șieu, comuna Șieu, județul Bistrița-Năsăud, este un monument istoric și de arhitectură din secolul al XVIII-lea. Edificiul se află înscris în lista monumentelor istorice sub codul LMI:  BN-II-m-A-01709. 

## Istoric și trăsături
Biserica a fost construită în anul 1783, în stil baroc, de către contele Kemény Sámuel. Materialele de construcție folosite au fost piatra de râu și cărămida. Acoperișul bisericii și al turnului-clopotniță au ars în anul 1859. Ele au fost reconstruite în anul 1876.  Turnul-clopotniță, ce fusese construit tot în anul 1783, este acoperit în prezent cu tablă. Geamurile bisericii au fost modificate în timpul reparațiilor din anul 1957, în timp ce ușa bisericii se păstrează în forma ei originală. 
Masa Domnului a fost distrusă complet în timpul incendiului din anul 1859. Cea folosită în prezent a fost donată de comunitatea parohială în anul 1912. Porticul și băncile confecționate din lemn de tei au fost donate de contele Kemény Sámuel. Pardoseala inițială a fost schimbată cu pardoseală din beton de către baronul Bánffy Endre în anul 1910. Orga bisericii a fost construită de către Nagy József, din Brașov, în anul 1886, pe cheltuiala comunității parohiale. 
În interiorul bisericii se află trei plăci comemorative din marmură: prima în memoria preotului Tőkés József senior, care a fost distins cu crucea de aur; a doua în memoria eroilor din cadrul parohiei căzuți în primul și al doilea război mondial; a treia placă este în memoria preotului Rapo Bela, care a slujit în această parohie timp de 43 de ani.
Clopotul cel mare a fost distrus în incendiul din anul 1859, fiind înlocuit în 1868 și poartă următoarea inscripție: „Comunitatea parohială din Șieu, cu ajutorul darurilor adunate, turnat în anul 1868”. Greutatea clopotului este de 200 de kg. Clopotul cel mic a fost turnat în anul 1926. Poartă inscripția: „Spre slava lui Dumnezeu, turnat în anul 1926”. Greutatea clopotului este de 153 kg. 

## Imagini din exterior

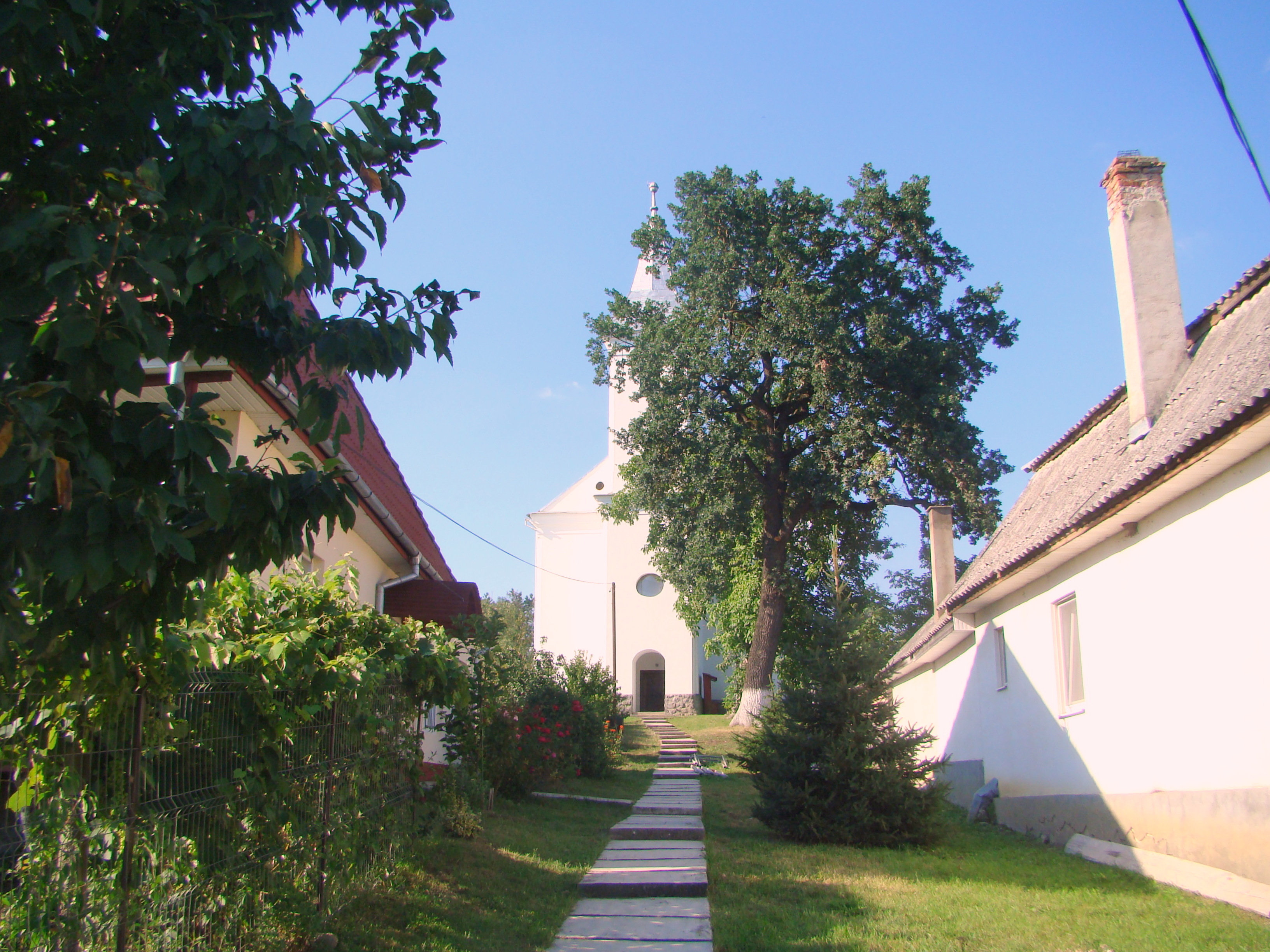
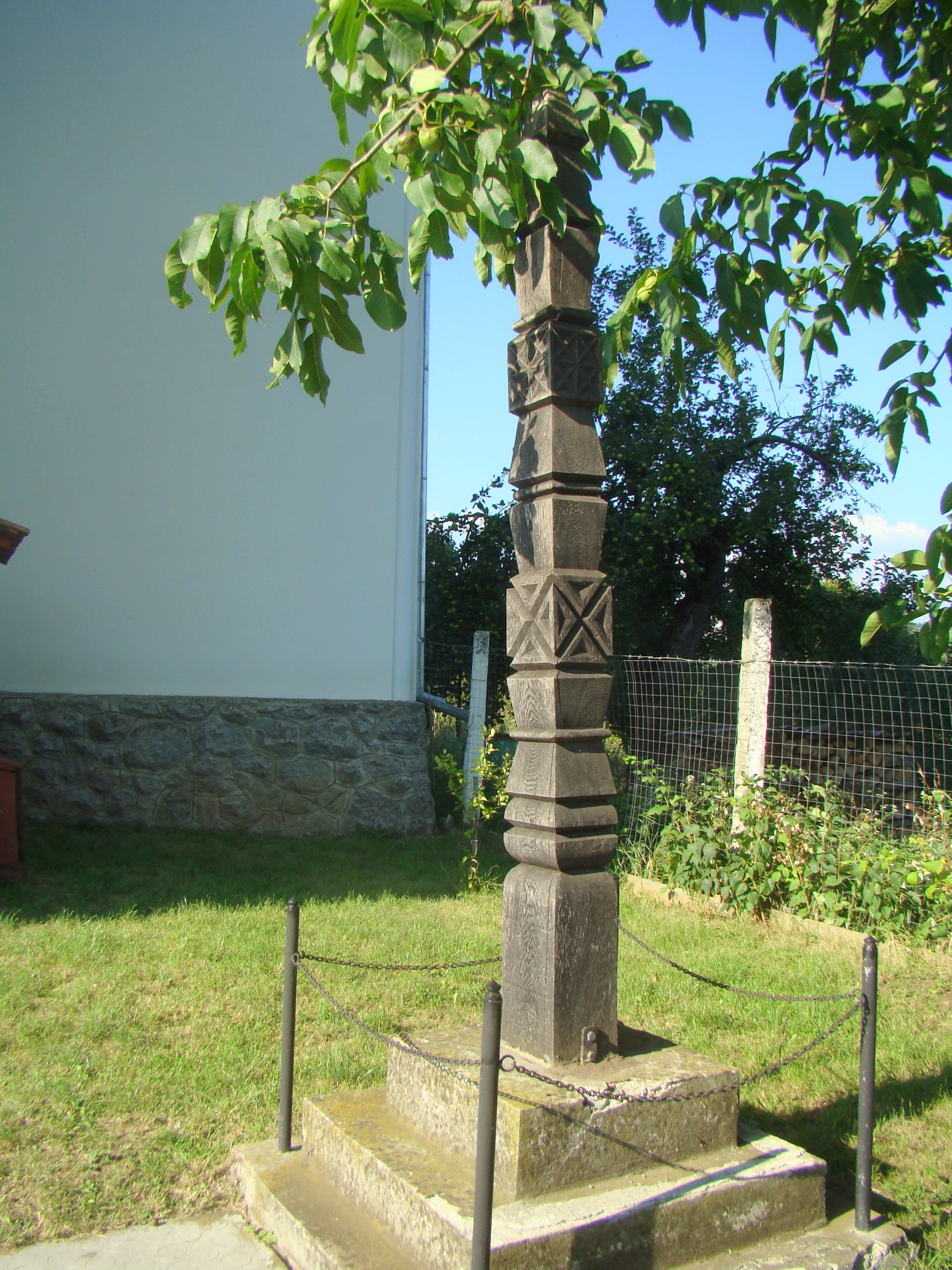
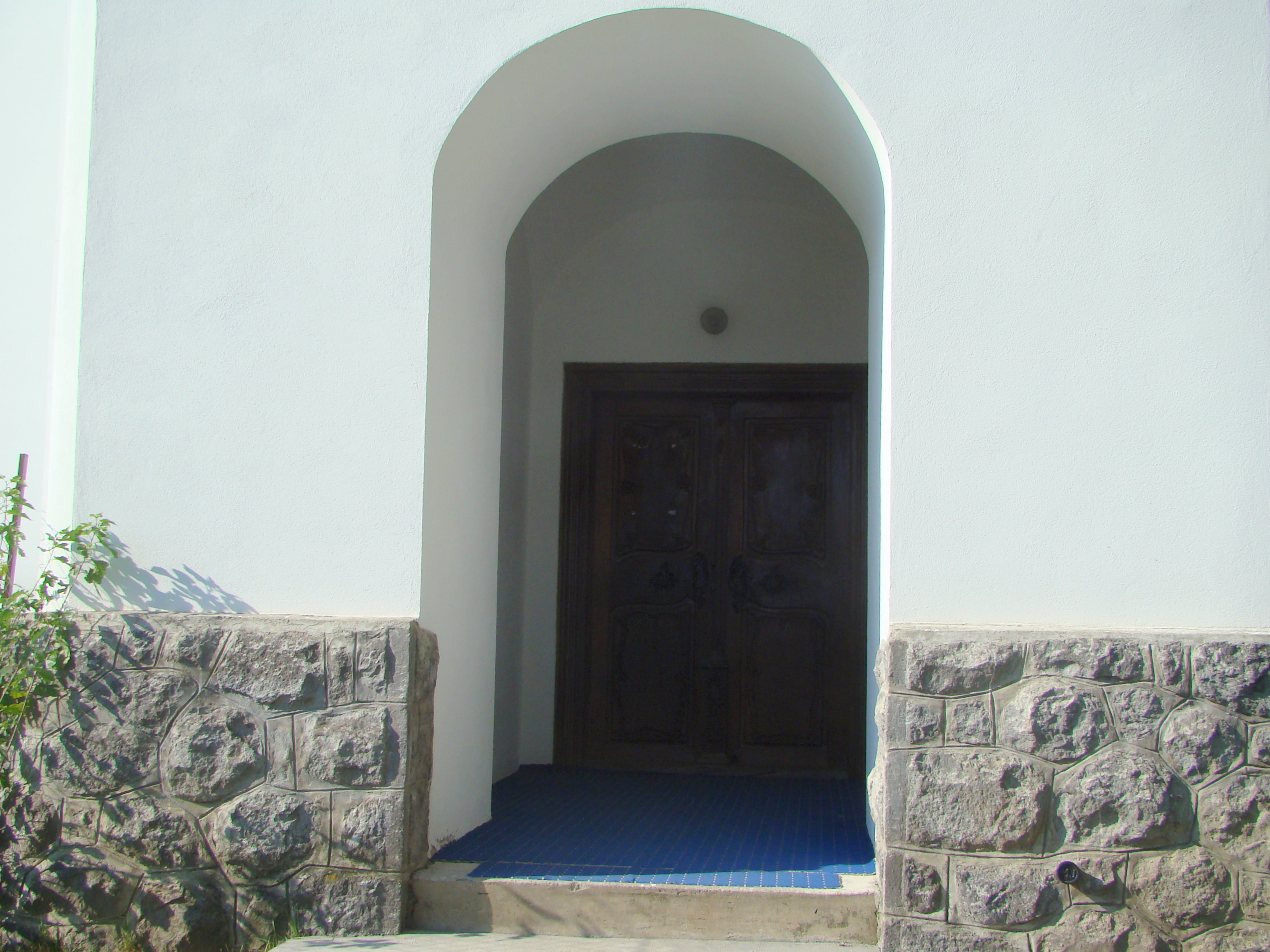
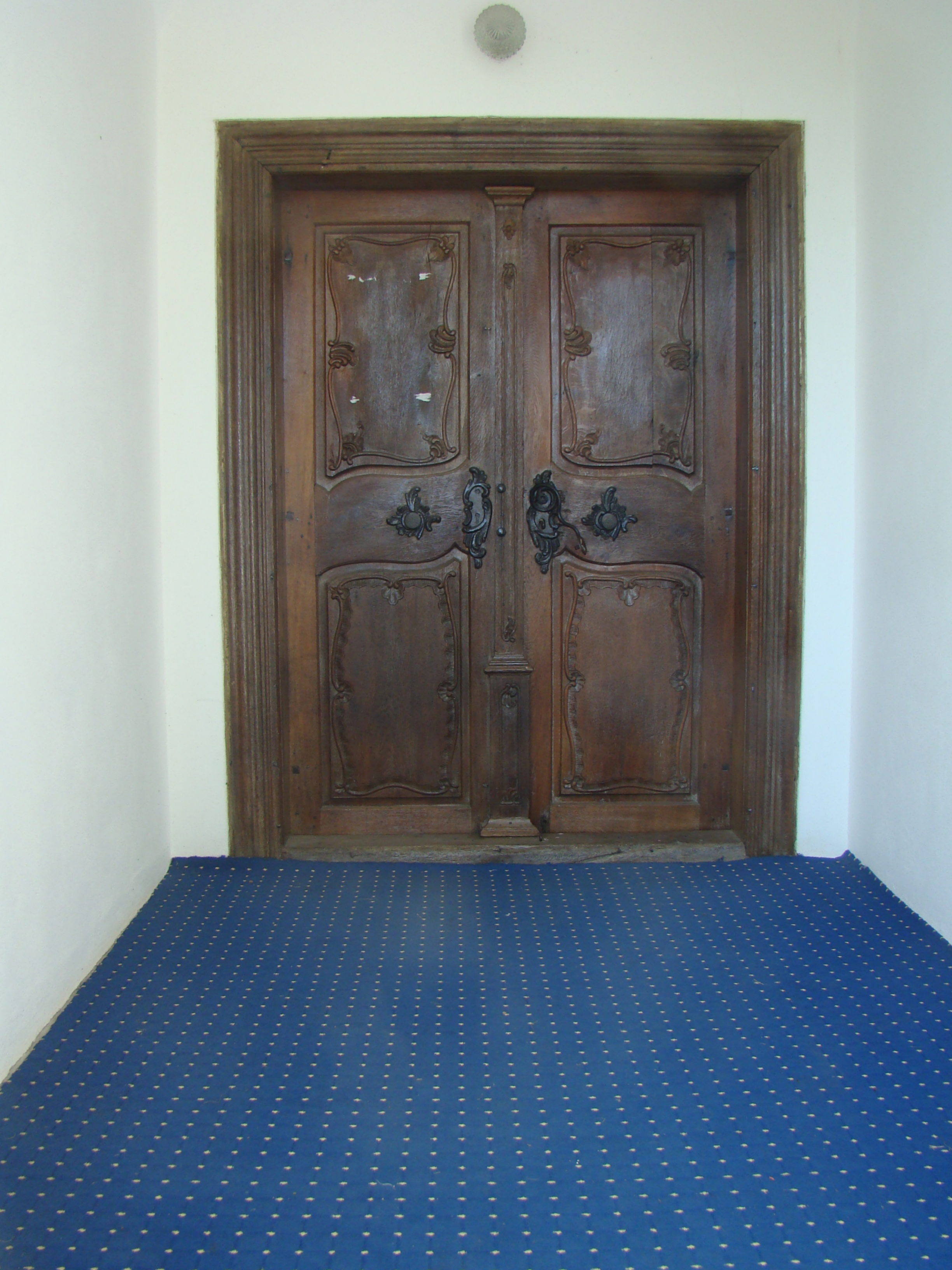
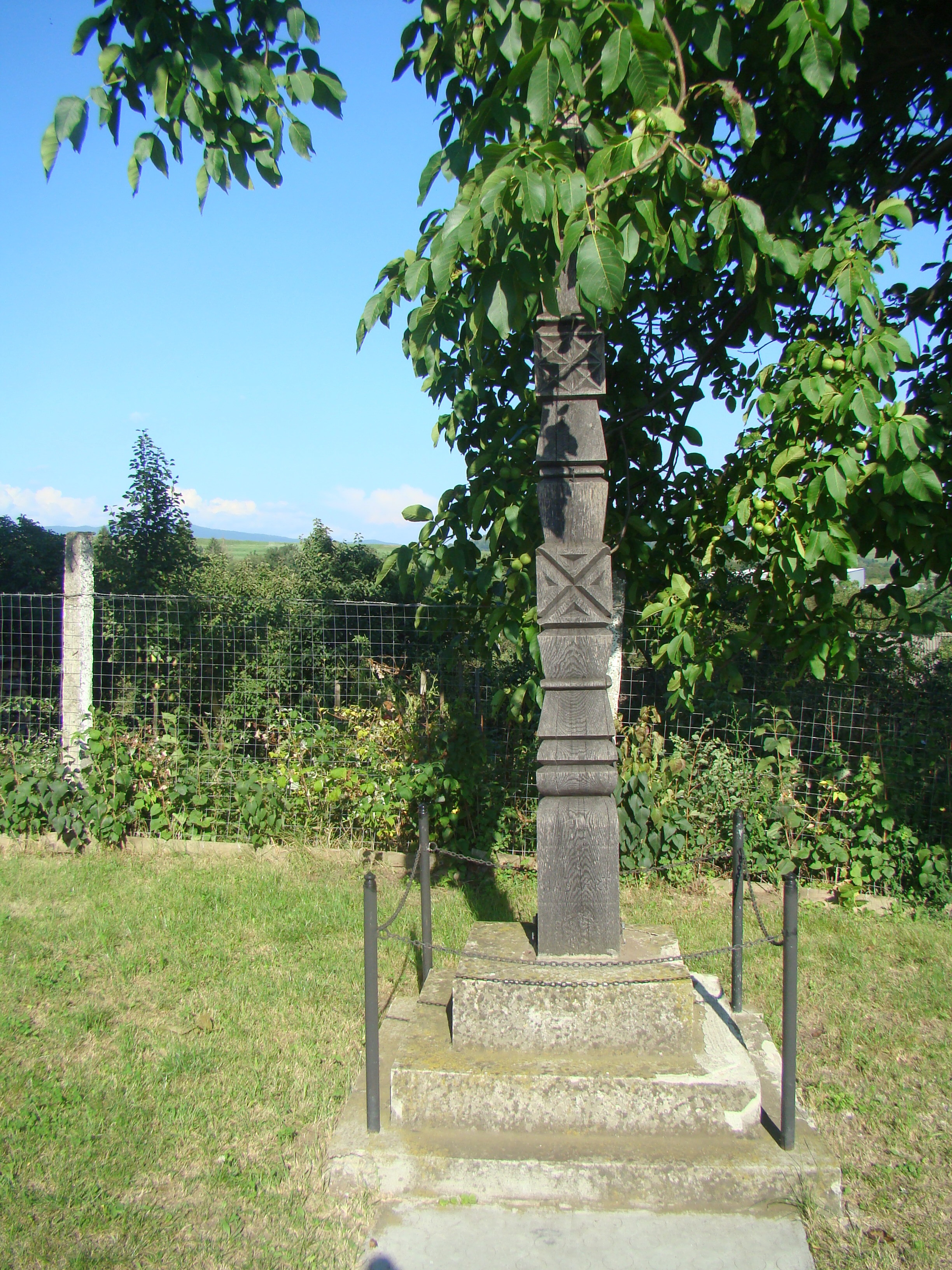
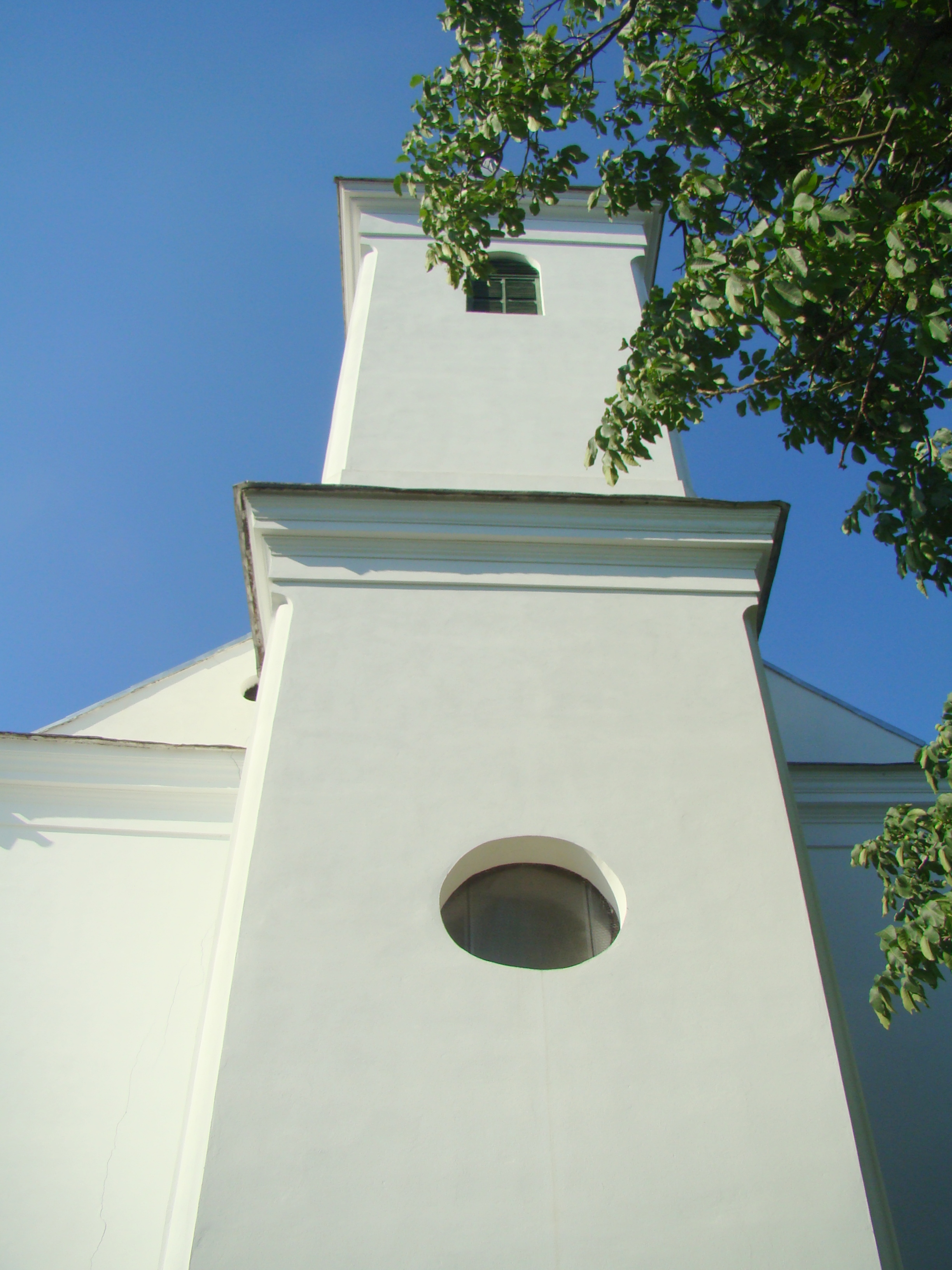
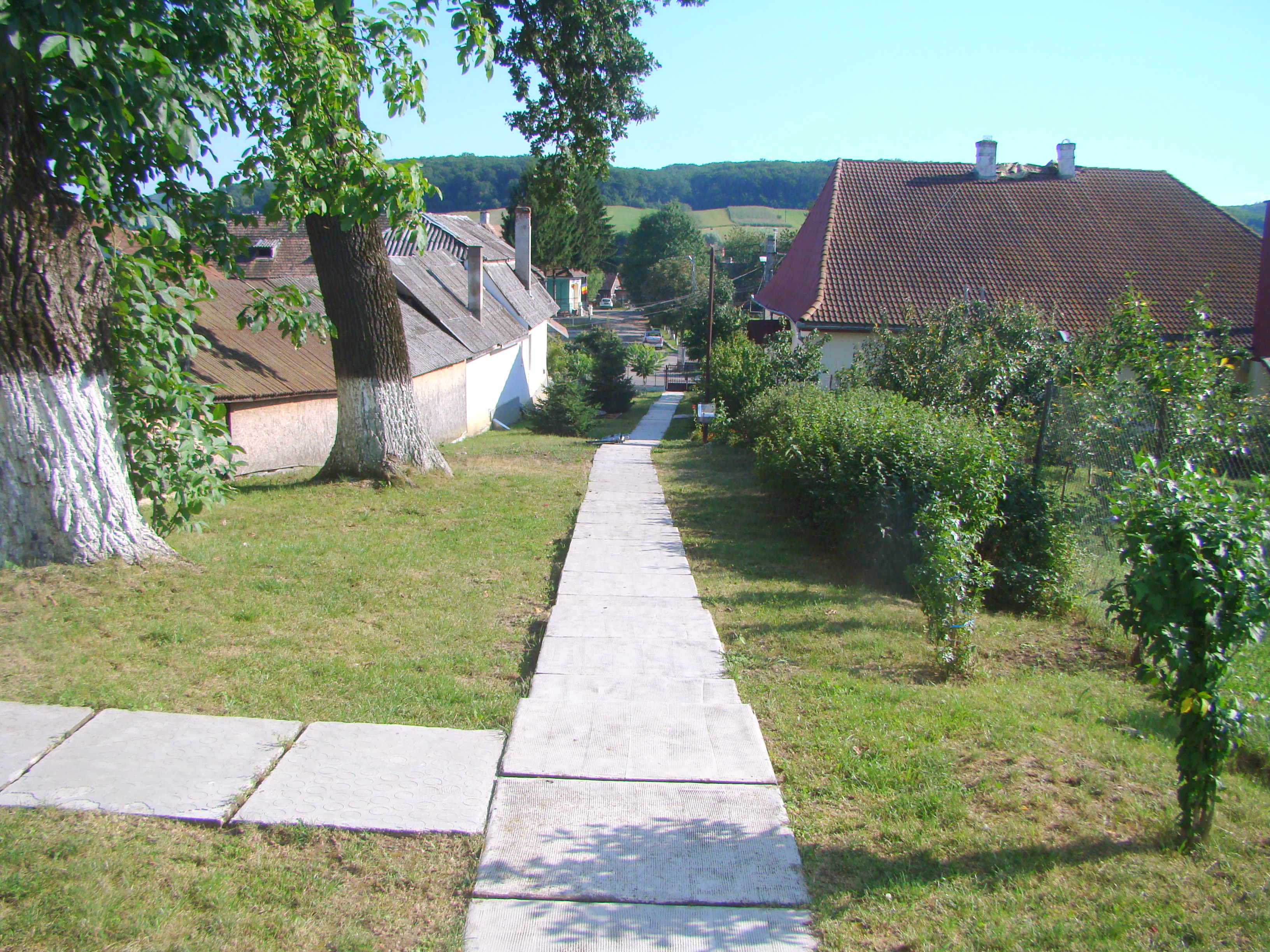
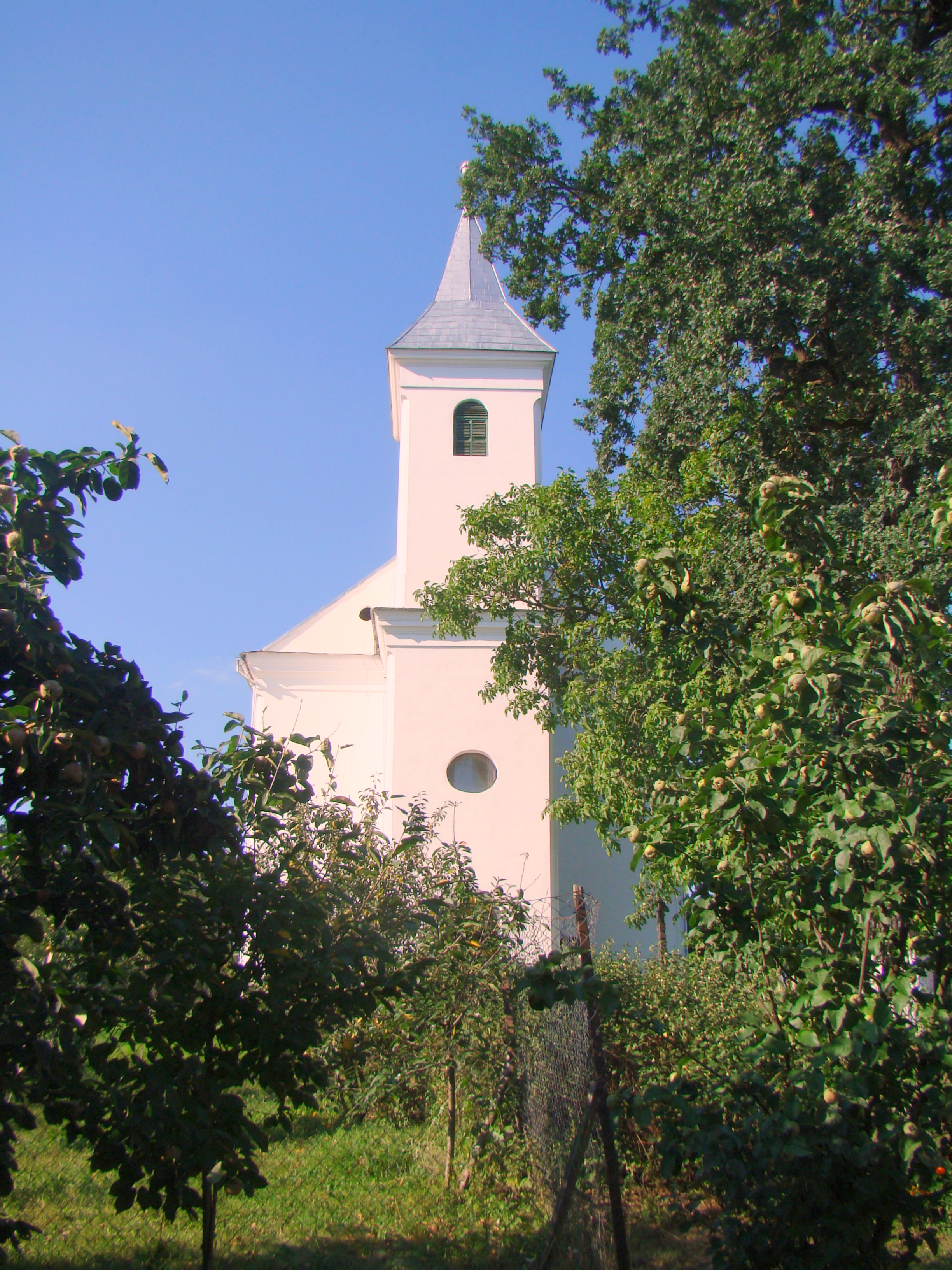

## Imagini din interior

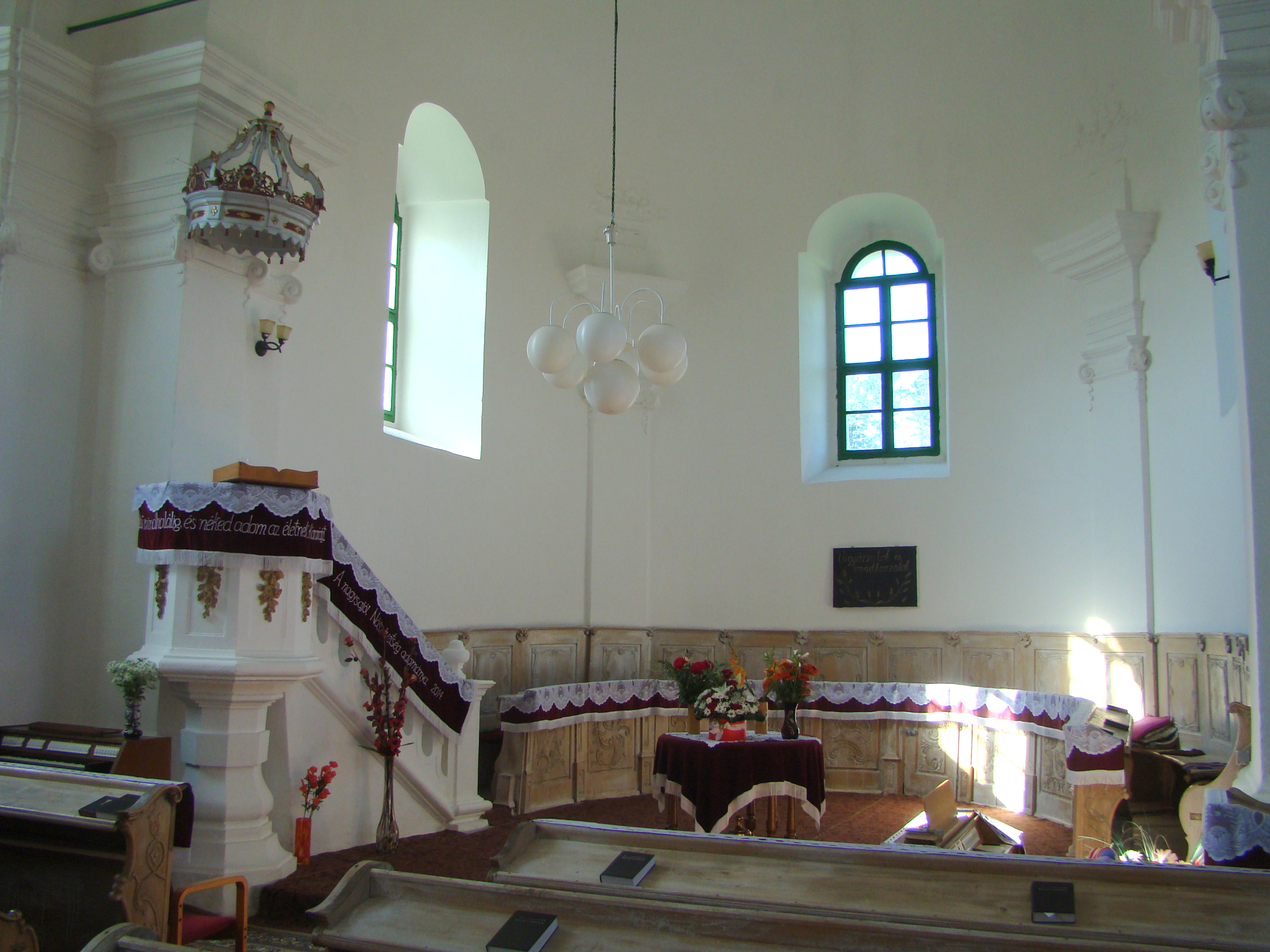
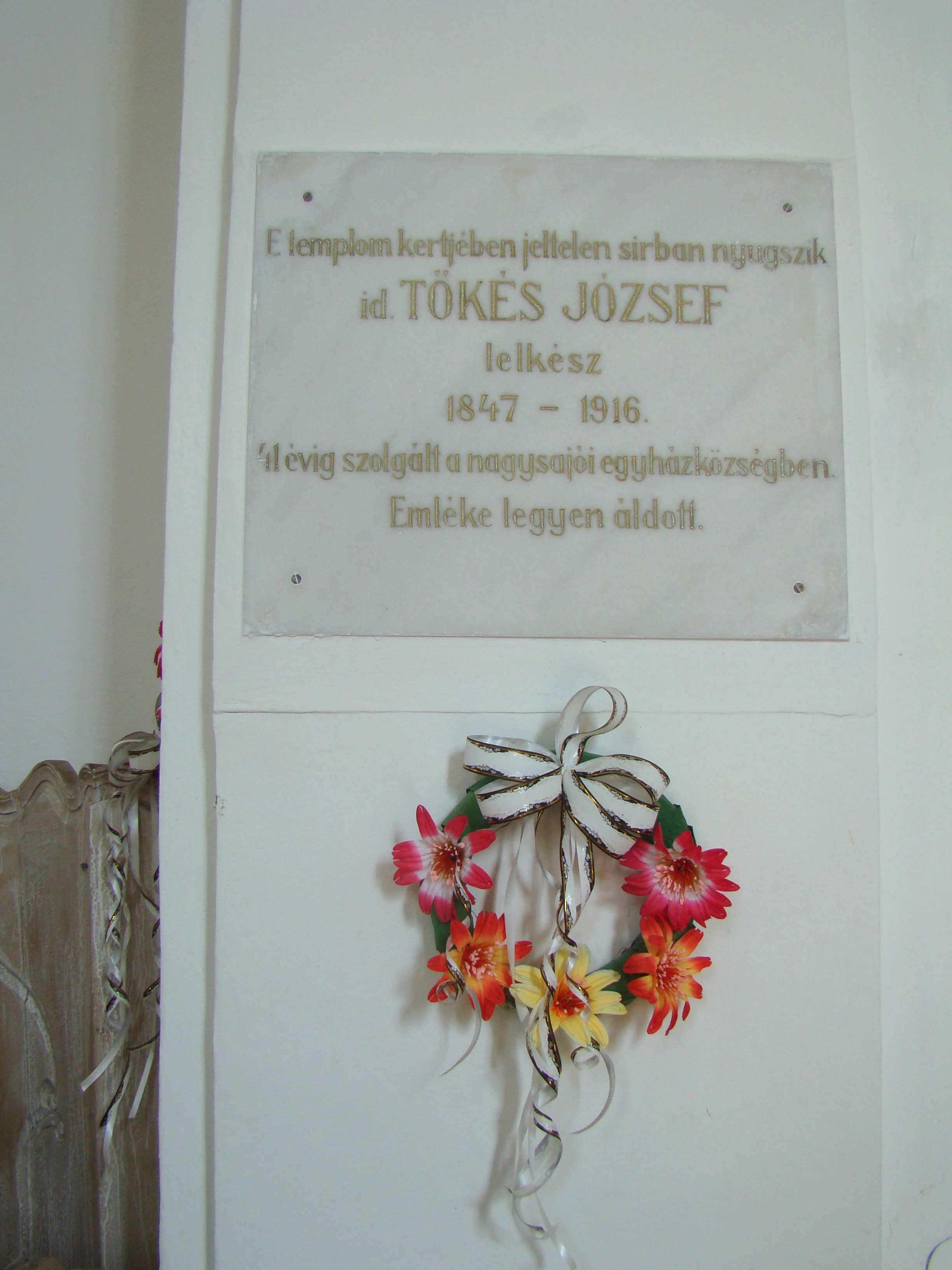
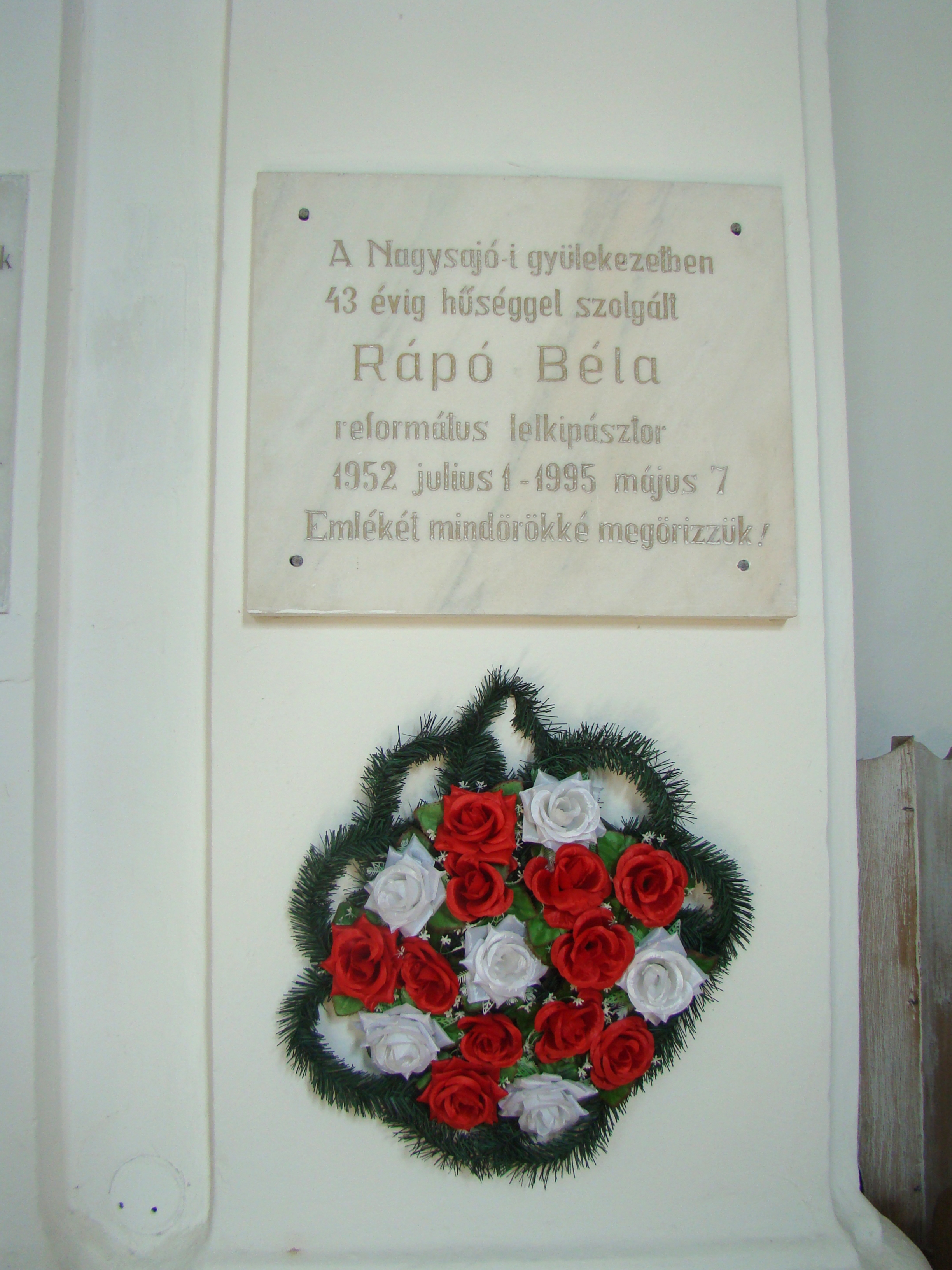
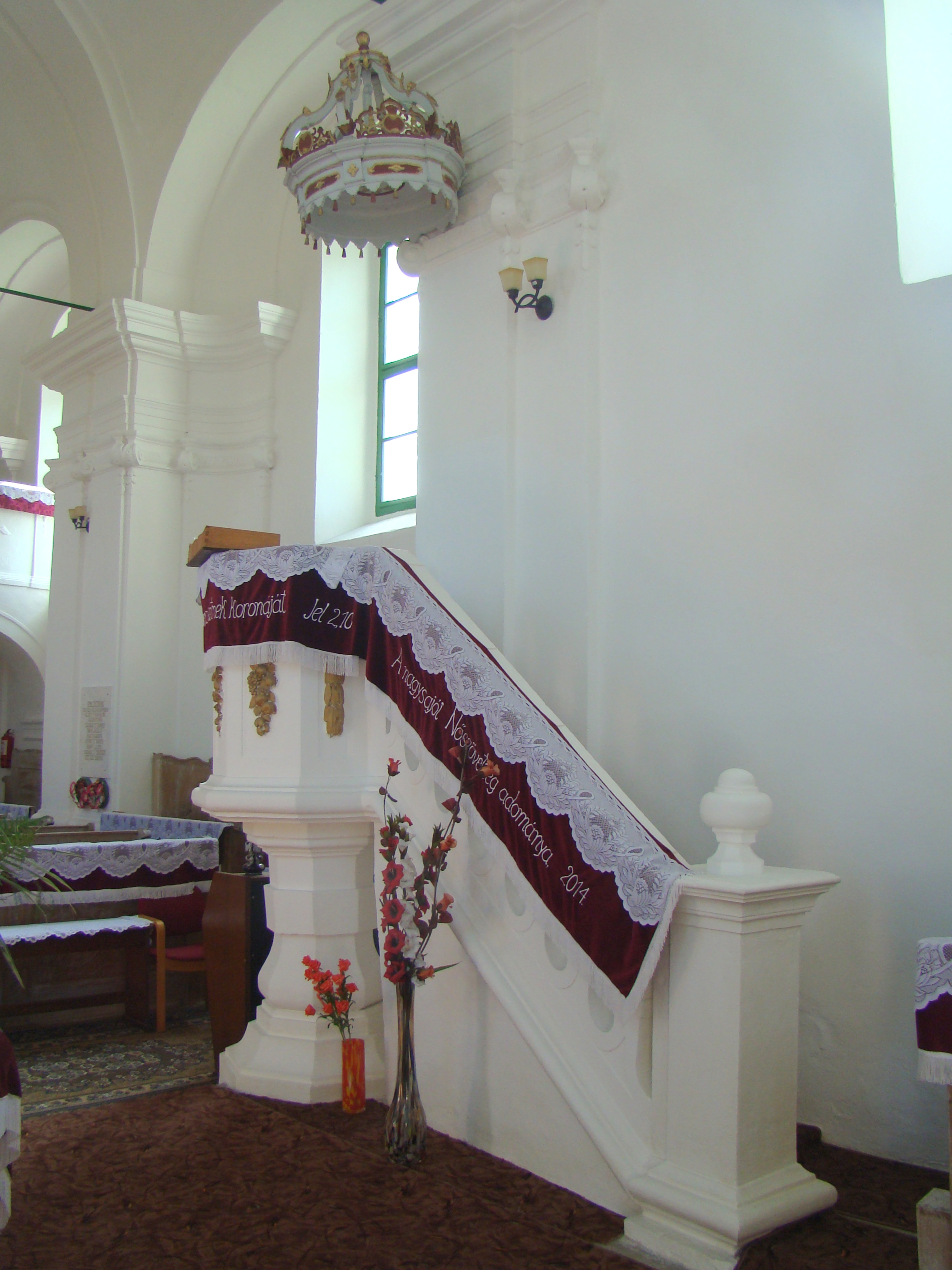
Amvonul
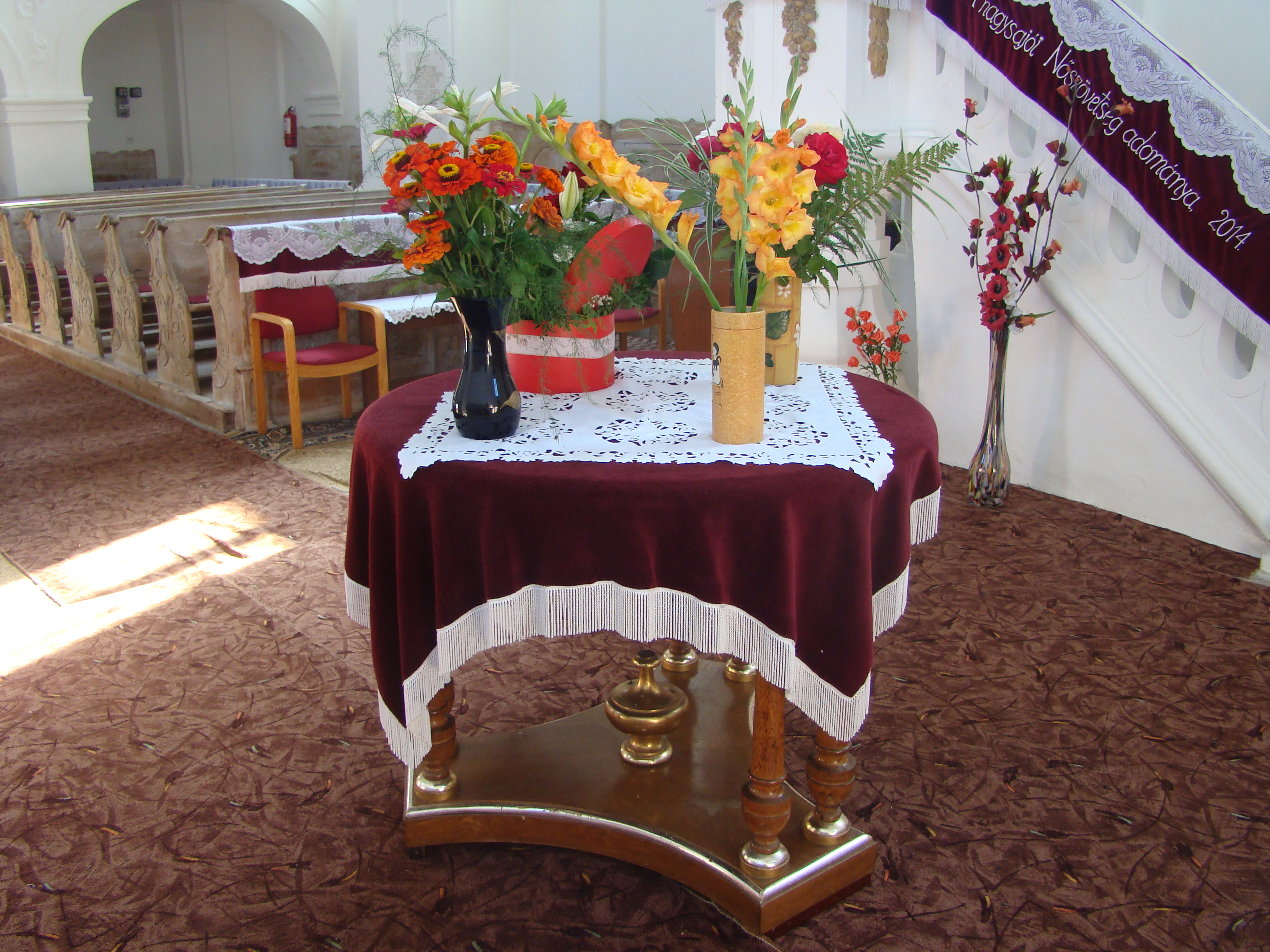
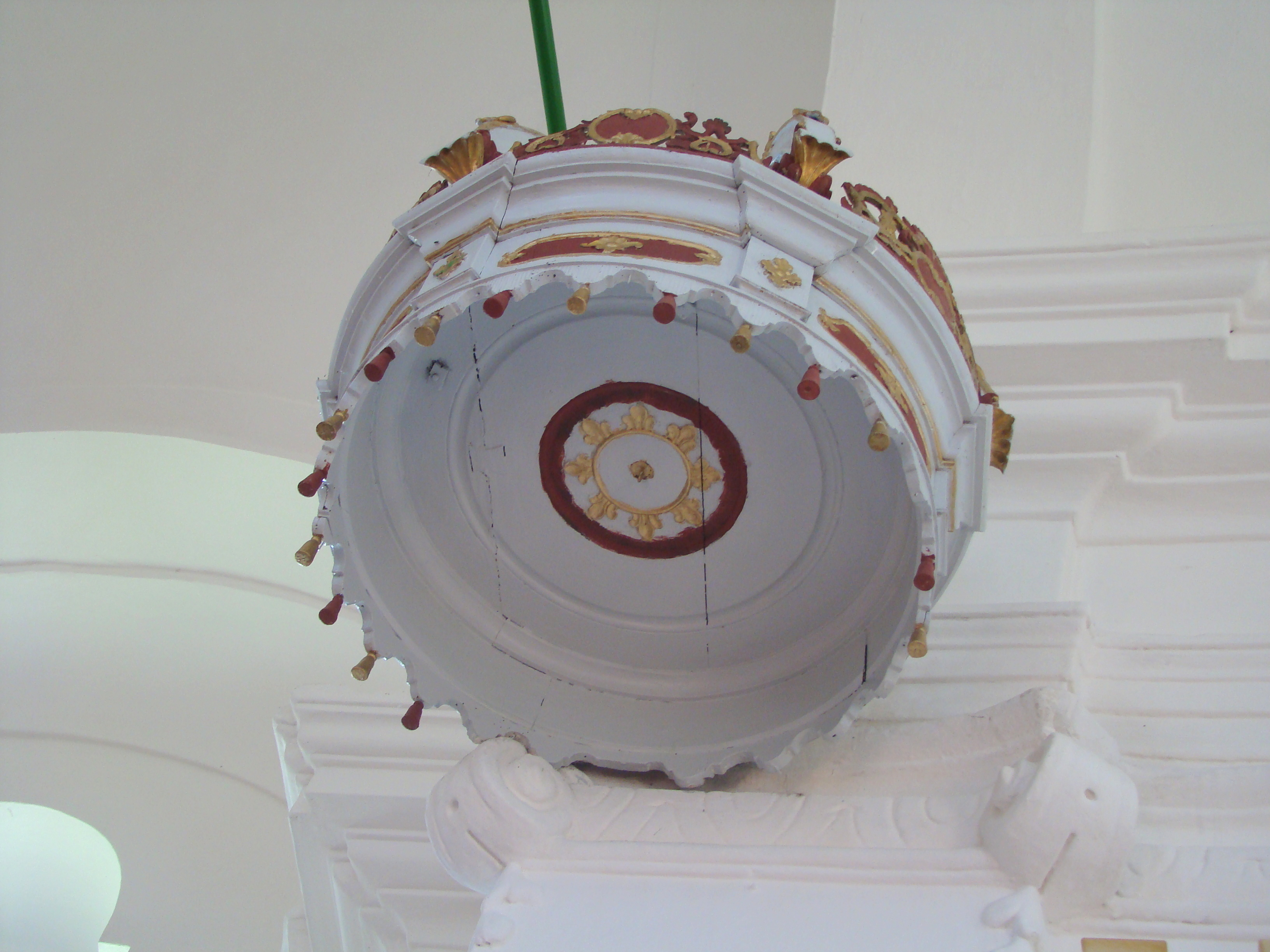
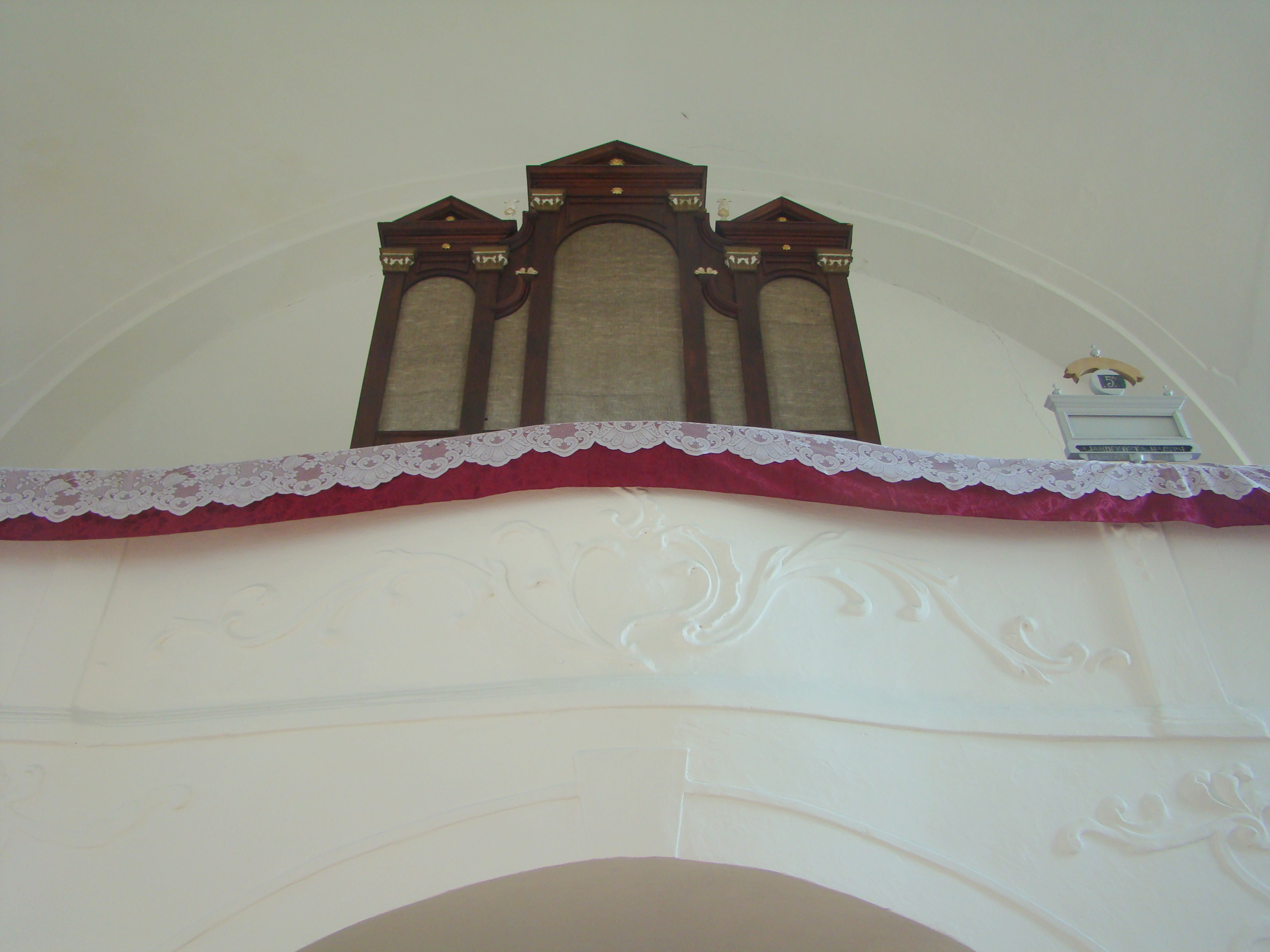
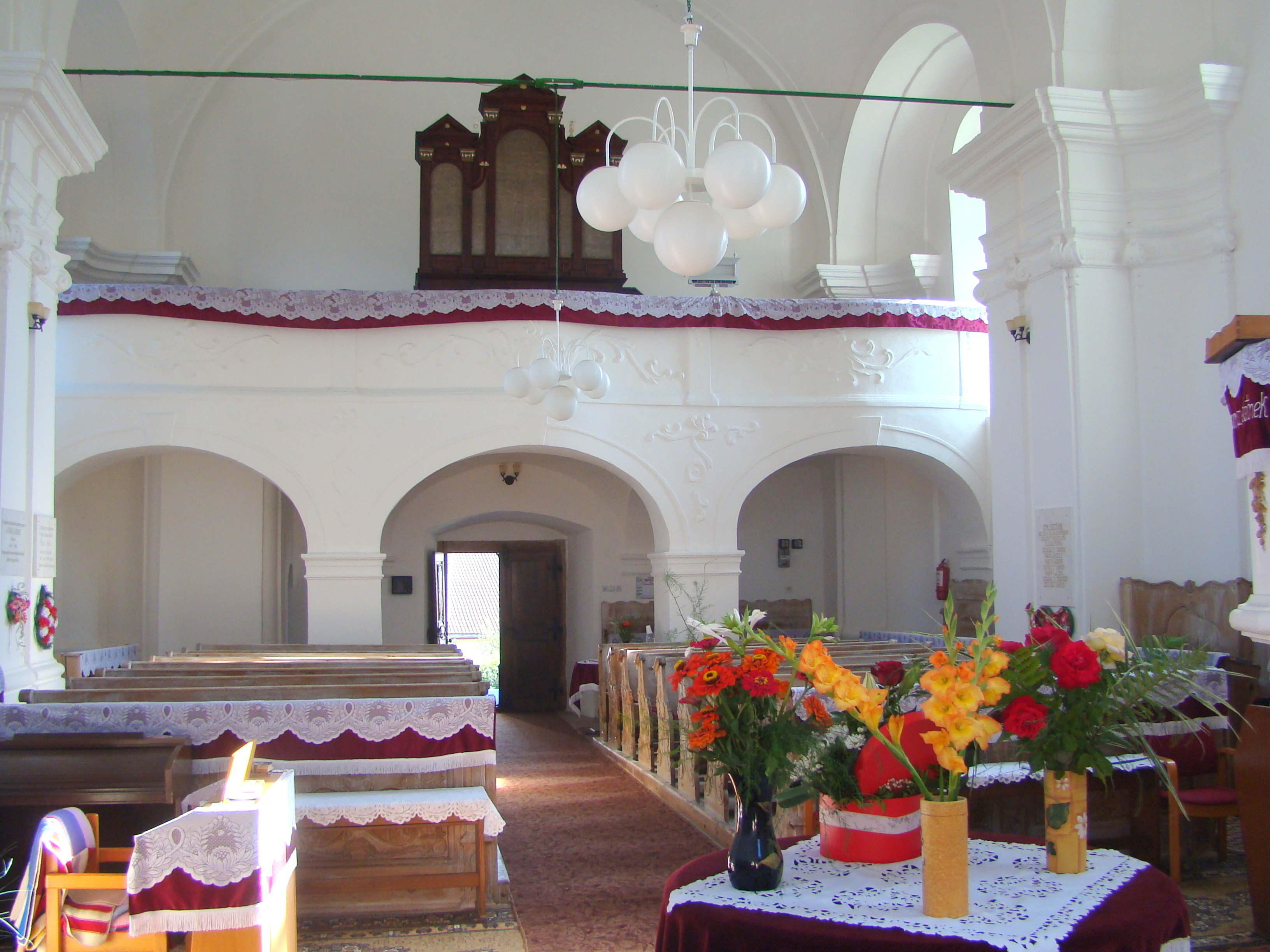
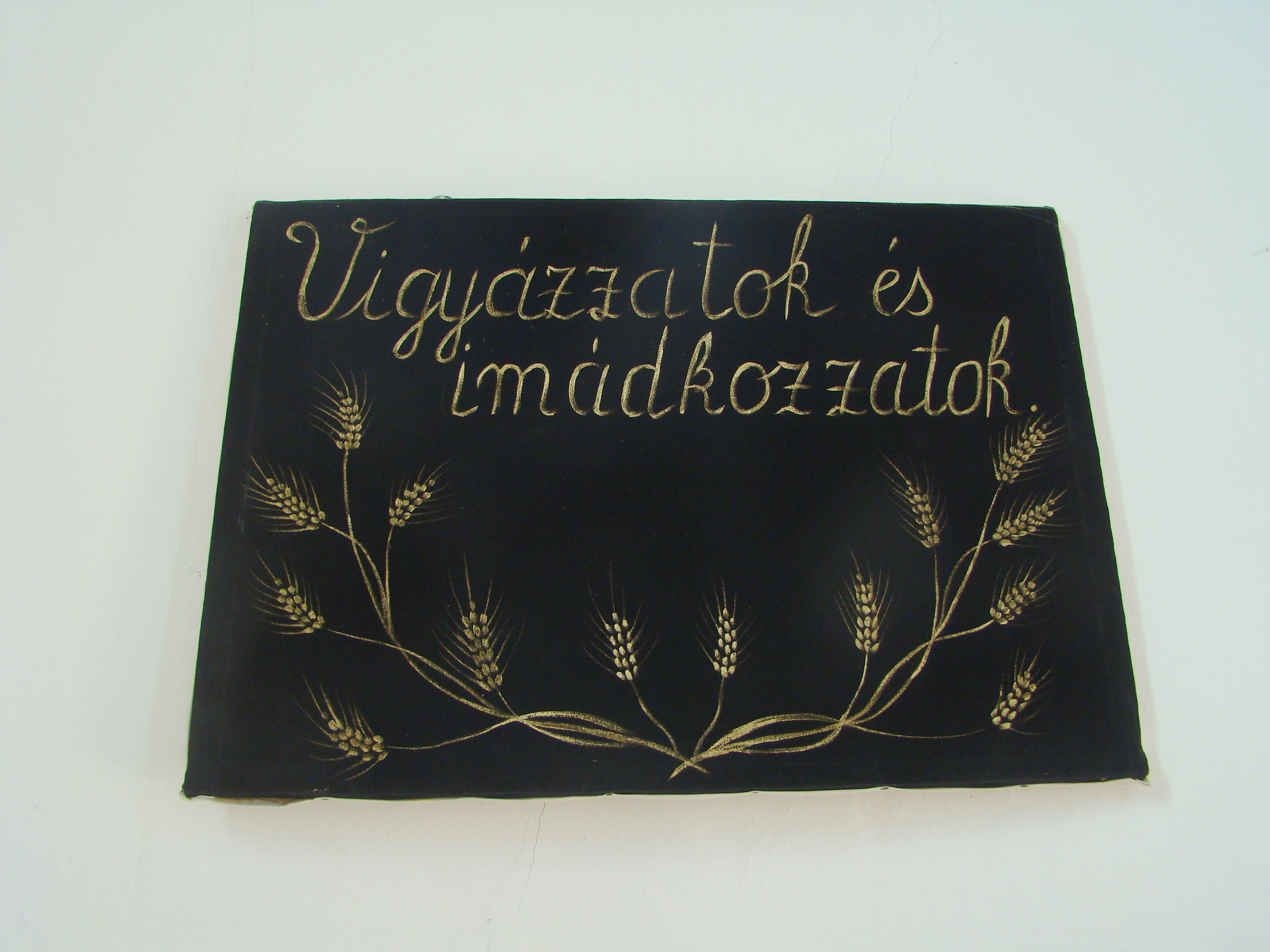
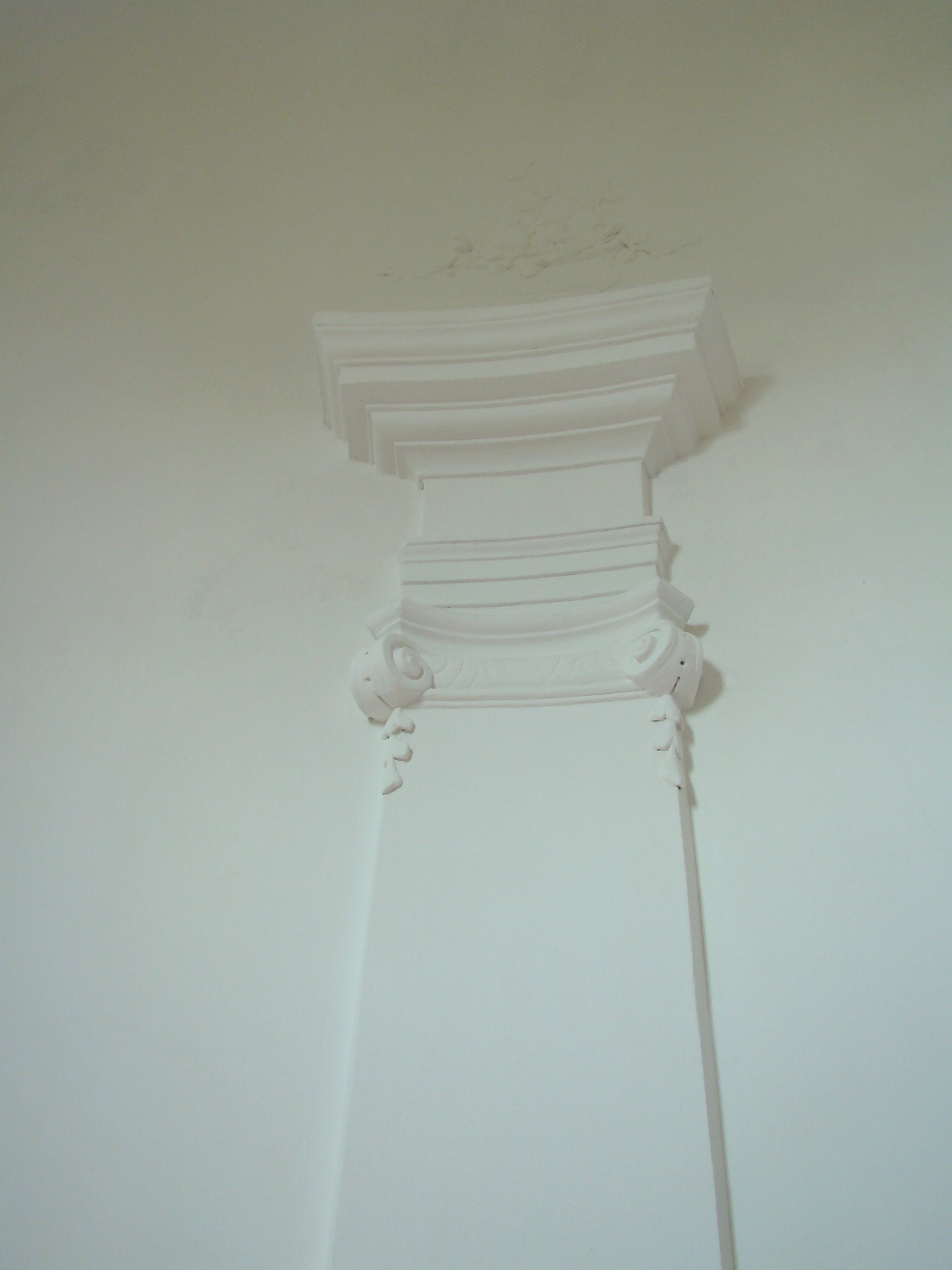
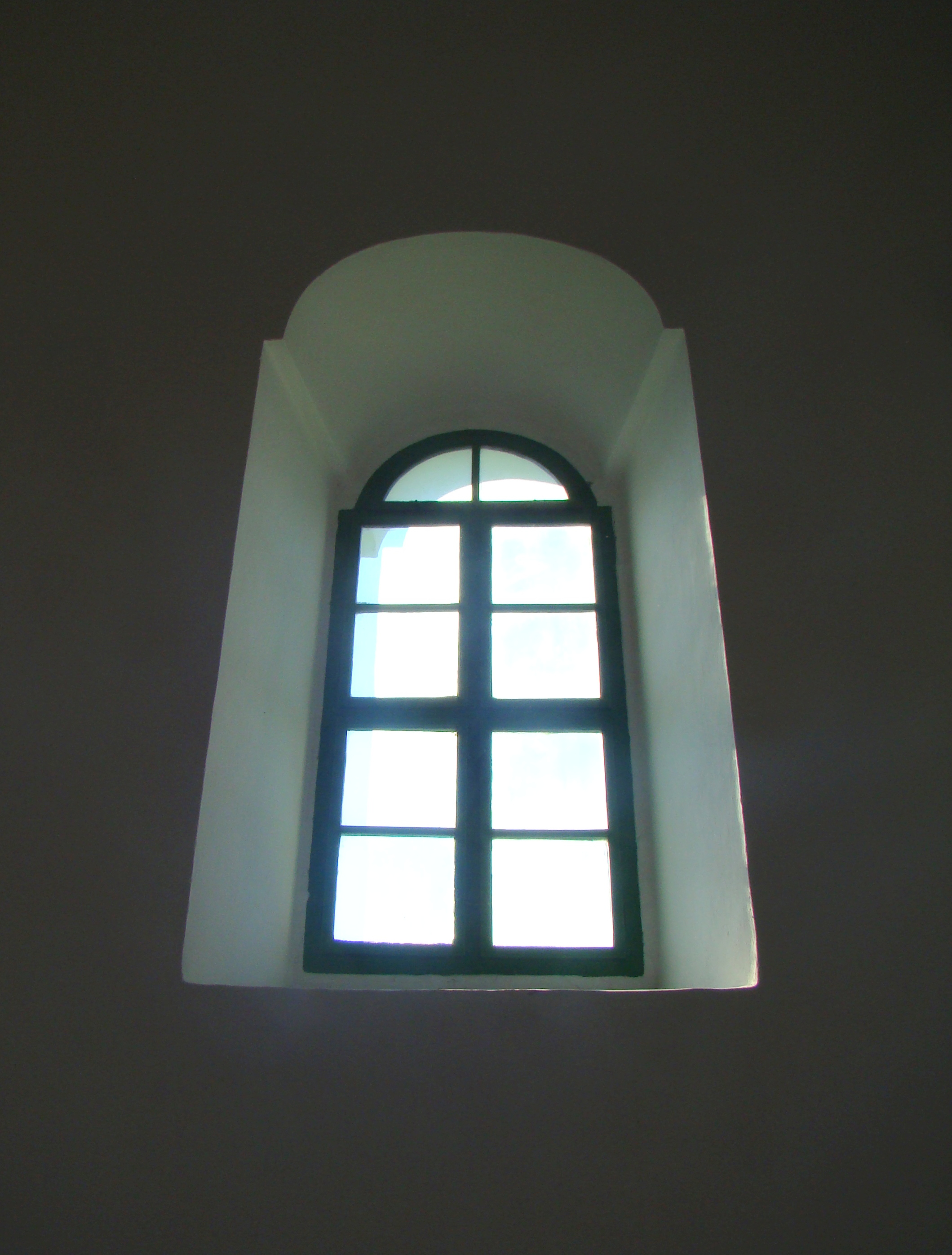
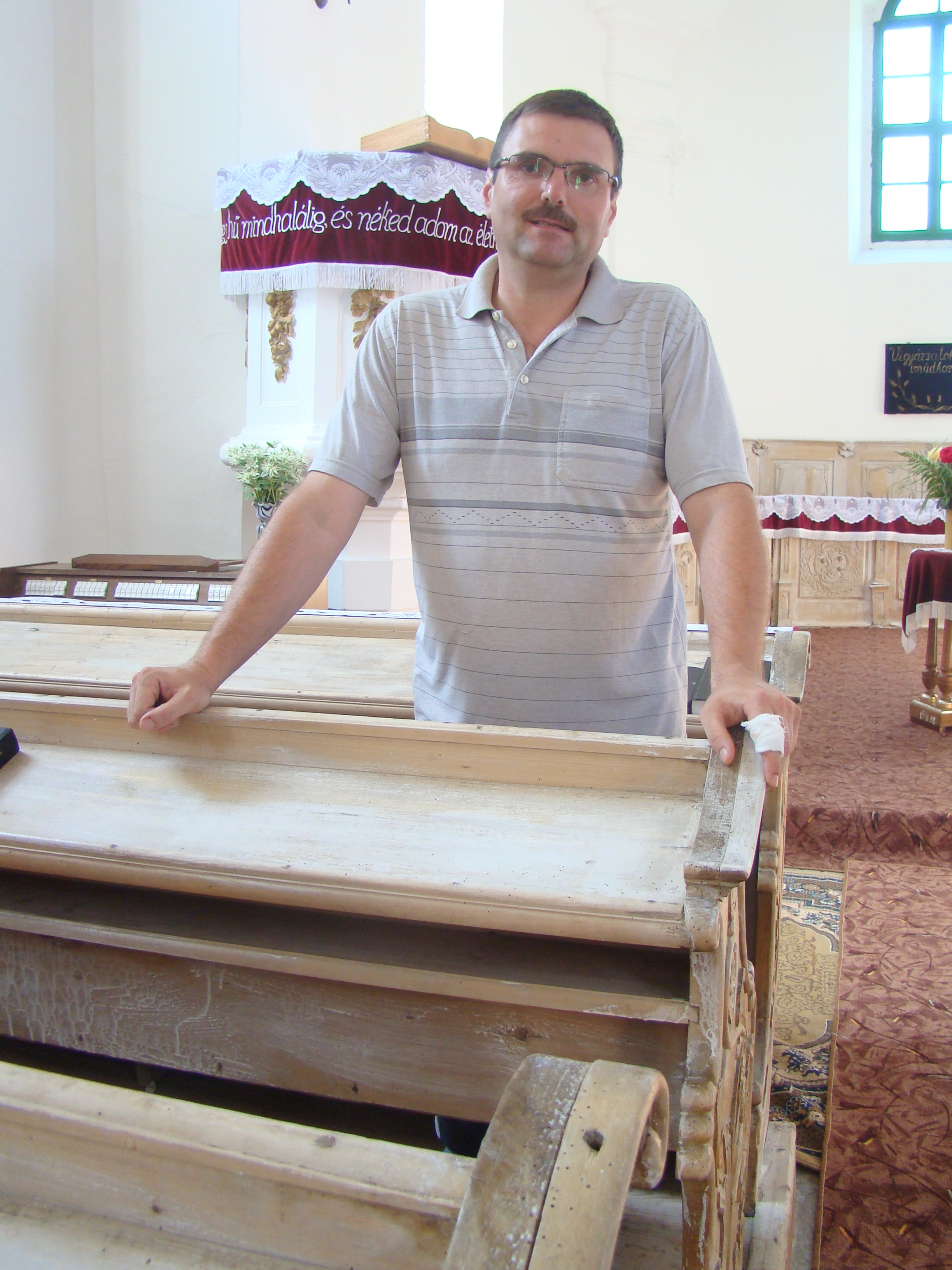
Pastorul reformat din satul Șieu: Kenderesi István
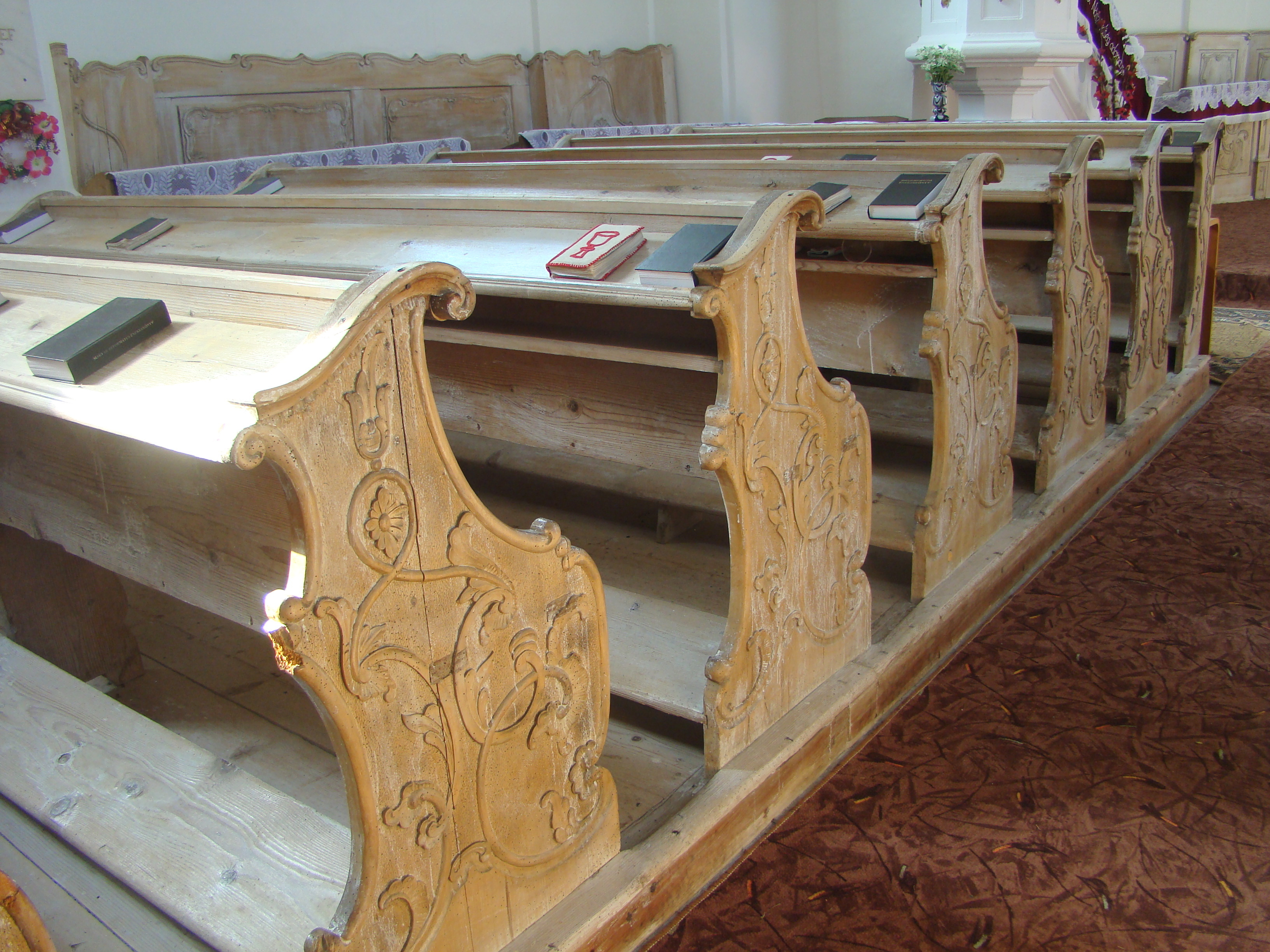
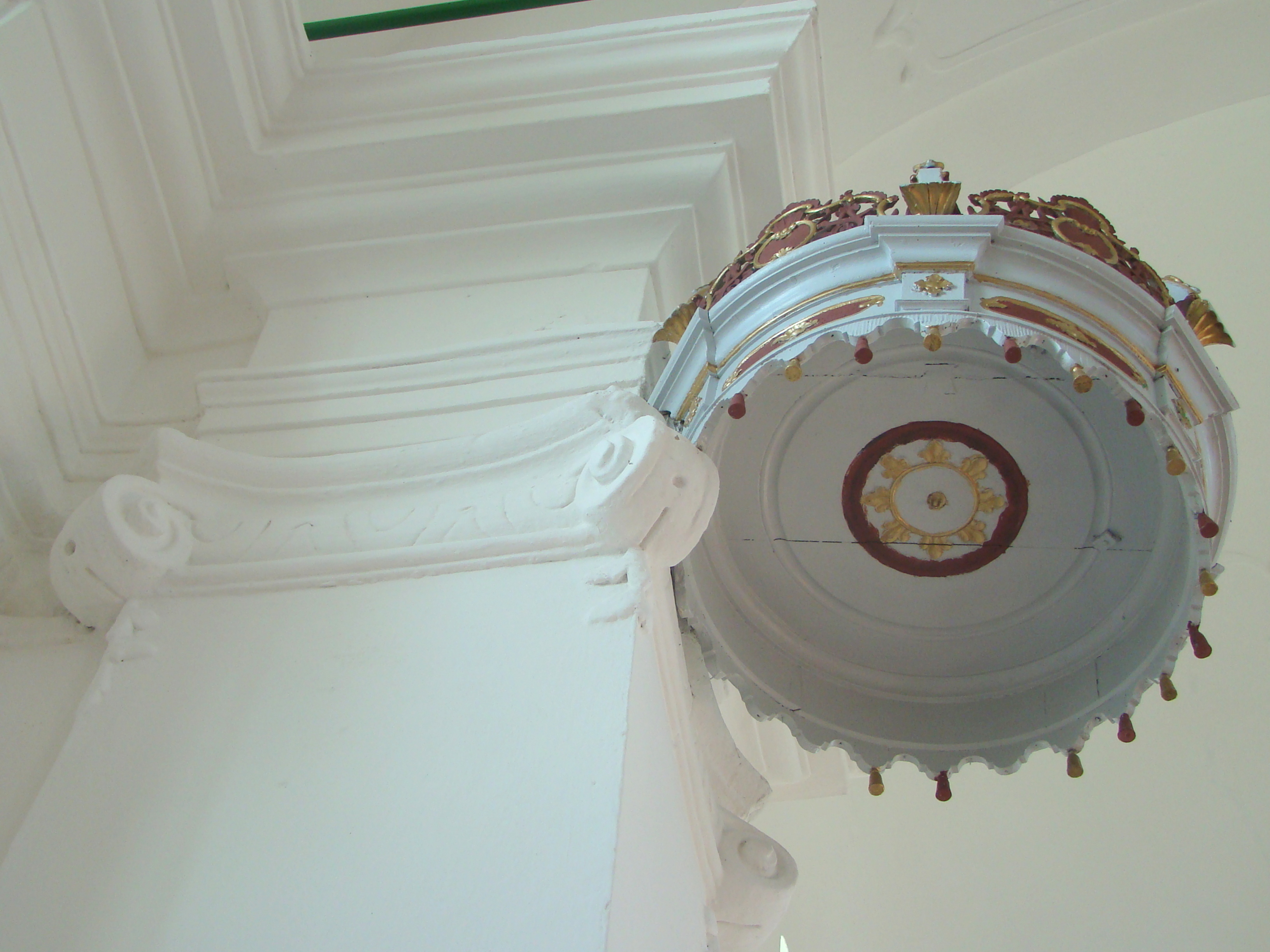
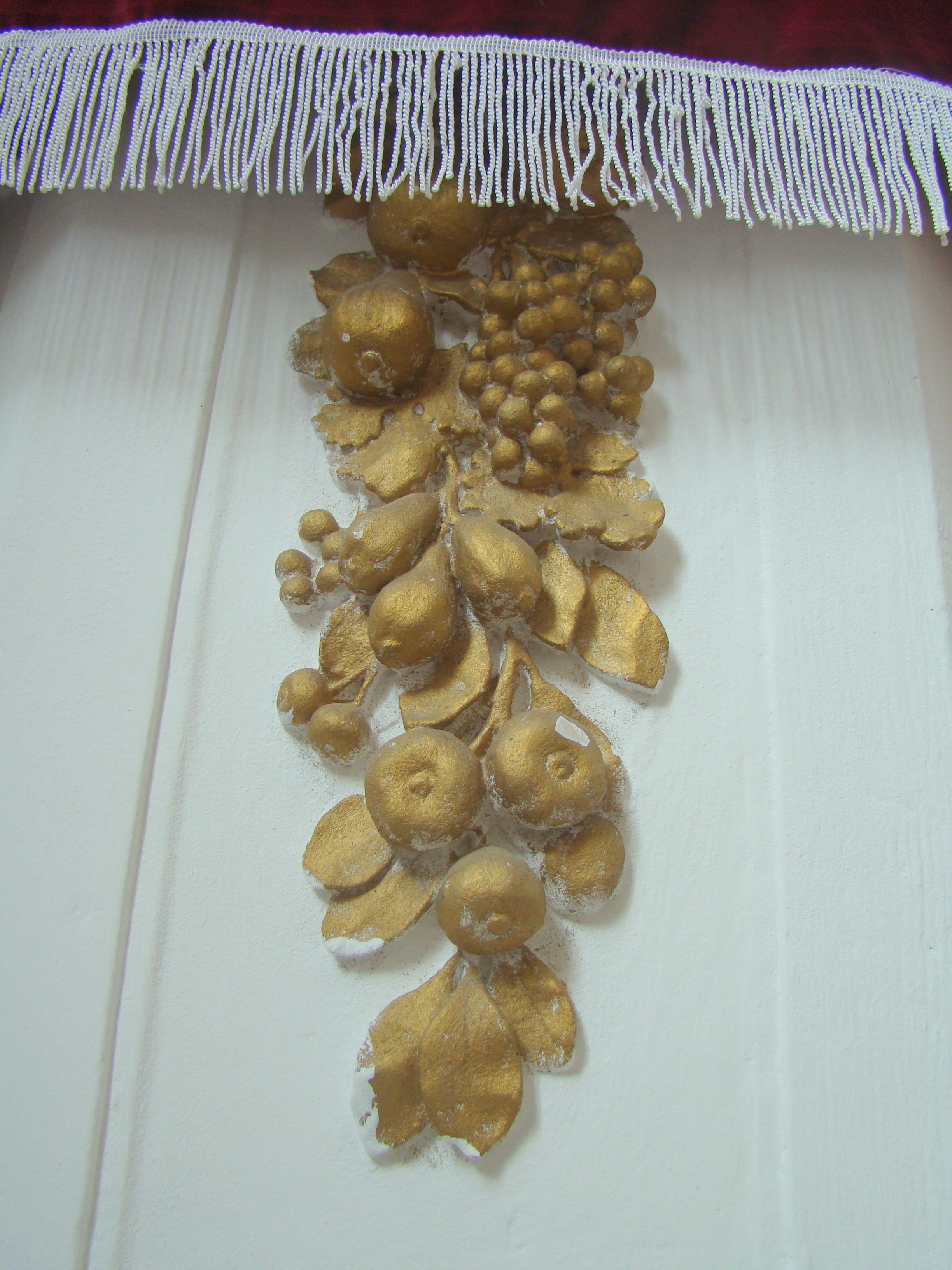
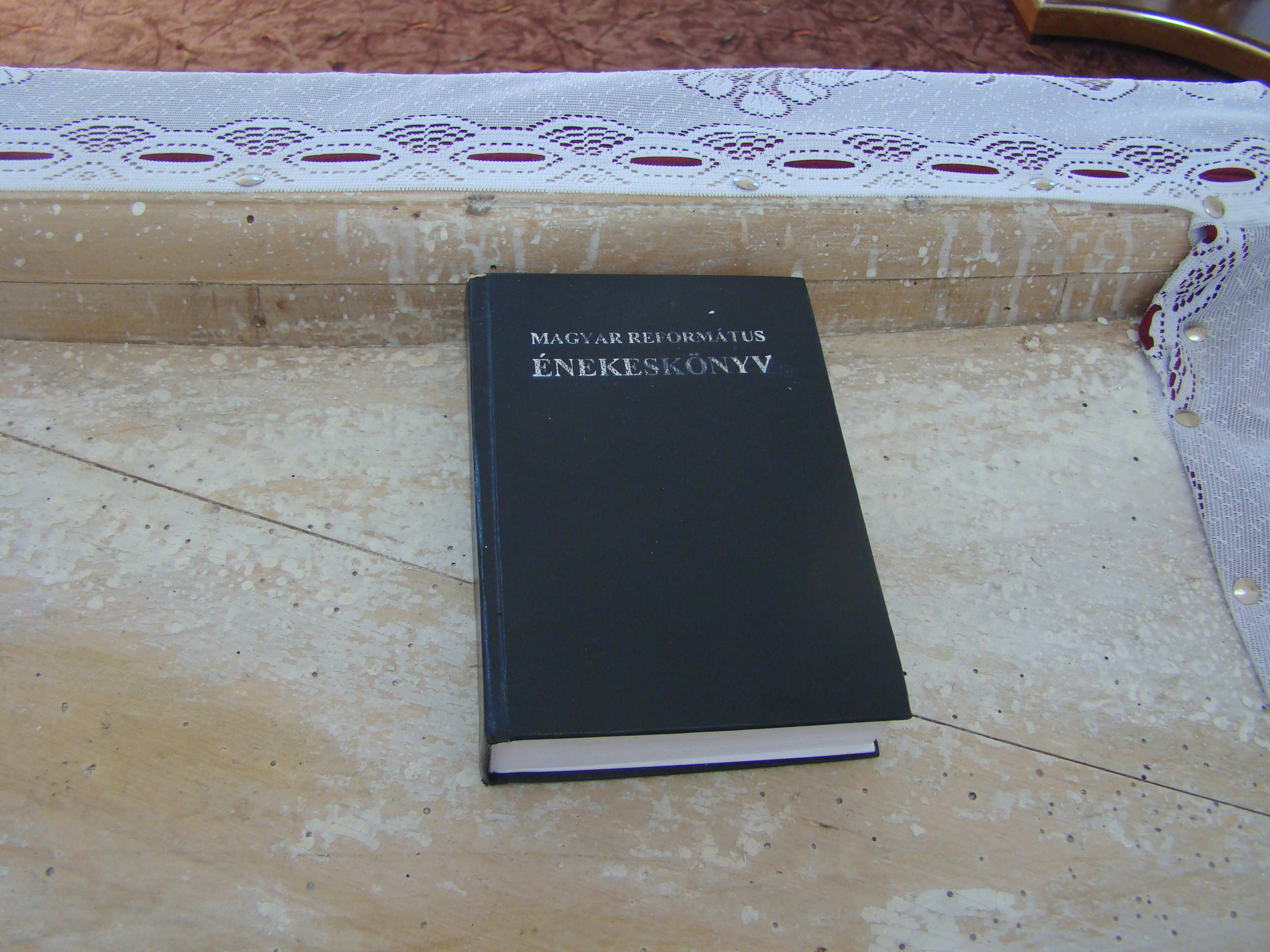